# Vùng kinh tế trọng điểm Bắc Bộ
Vùng kinh tế trọng điểm Bắc Bộ của Việt Nam gồm 16 tỉnh và thành phố:  Hà Nội, Hải Phòng, Quảng Ninh (3 hạt nhân của vùng), Hải Dương, Hưng Yên, Bắc Ninh, Vĩnh Phúc, Bắc Giang, Phú Thọ, Hòa Bình, Thái Bình, Hà Nam, Nam Định, Ninh Bình, Thanh Hóa và Nghệ An. Đây là trung tâm kinh tế năng động và là đầu tàu kinh tế quan trọng của miền Bắc và của cả nước Việt Nam. Ưu thế lớn nhất của vùng kinh tế này là nhân lực có đào tạo tốt, trình độ cao, có điểm thi vào các trường đại học, cao đẳng và tỷ lệ sinh viên trên đầu người cao nhất nước.

## Giao thông

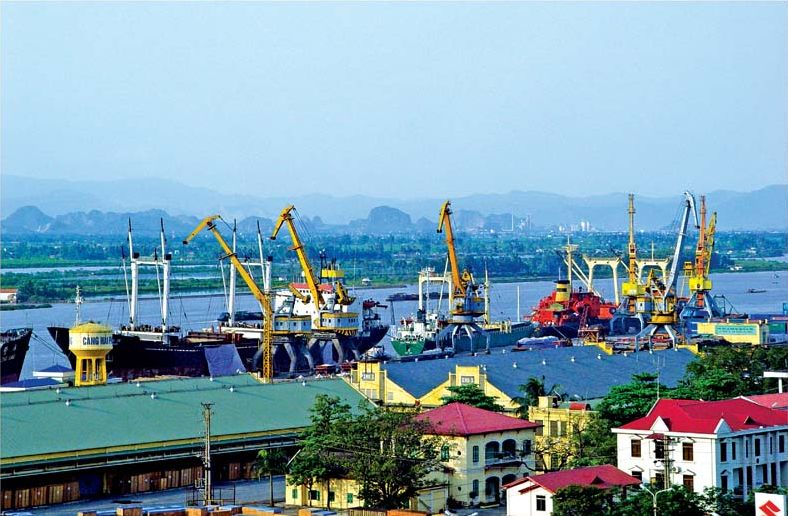
Khu cảng biển Hải Phòng

Các đầu mối giao thông của vùng kinh tế:
- Hàng không có sân bay Nội Bài, sân bay Cát Bi, sân bay Vân Đồn (quốc tế dự bị cho Nội Bài)
- Đường bộ: Quốc lộ 1, quốc lộ 5, quốc lộ 18, Quốc lộ 38, đường cao tốc Pháp Vân - Ninh Bình, đường cao tốc Hà Nội - Hải Phòng, đường cao tốc Hạ Long - Vân Đồn, đường cao tốc Láng - Hòa Lạc, đường cao tốc Thăng Long - Nội Bài, đường cao tốc Nội Bài – Bắc Ninh – Hạ Long.
- Đường sắt: đường sắt Bắc Nam, đường sắt Hà Nội - Hải Phòng.
- Cảng: Cảng Hải Phòng, Cảng Lạch Huyện, Hải Phòng và cảng Cái Lân, Quảng Ninh là một trong những cụm cảng nước sâu hàng đầu cả nước. Trong tương lai gần, một dự án với tổng vốn đầu tư khoảng 15 tỷ USD phát triển đô thị và cảng container tại Quảng Ninh do các tổng công ty và tập đoàn trong nước (ban đầu là Tổng công ty Dầu khí Việt Nam, Tập đoàn Công nghiệp Than - Khoáng sản Việt Nam, Tập đoàn Công nghiệp tàu thủy Vinashin) với năng lực ước tính khoảng 100 triệu tấn/năm, có thể đón tàu có tải trọng trên 100.000 tấn cập cảng.

## Khu công nghiệp
Tại khu vực này tập trung các khu công nghiệp lớn tầm cỡ, thu hút nhiều dự án FDI lớn, như: khu công nghiệp Thăng Long, khu công nghiệp Sài Đồng, khu công nghiệp Đại An, khu công nghiệp Quế Võ, khu công nghiệp Nomura, khu công nghiệp Đình Vũ, khu công nghiệp Phố Nối... Các ngành công nghiệp chủ chốt: sản xuất xi măng (Hải Dương, Hải Phòng), đóng tàu (Hải Phòng và Quảng Ninh), ô tô - xe máy (Vĩnh Phúc, Hải Dương), Điện tử, (Hưng Yên, Bắc Ninh, Hải Dương).

## Năng lượng
Vùng kinh tế này là một trong những trung tâm năng lượng hàng đầu của cả nước, là nơi khai thác và xuất khẩu than đá (Quảng Ninh), nhiệt điện (Phả Lại, Kinh Môn - Hải Dương, Uông Bí - Quảng Ninh).

## Hạ tầng đô thị

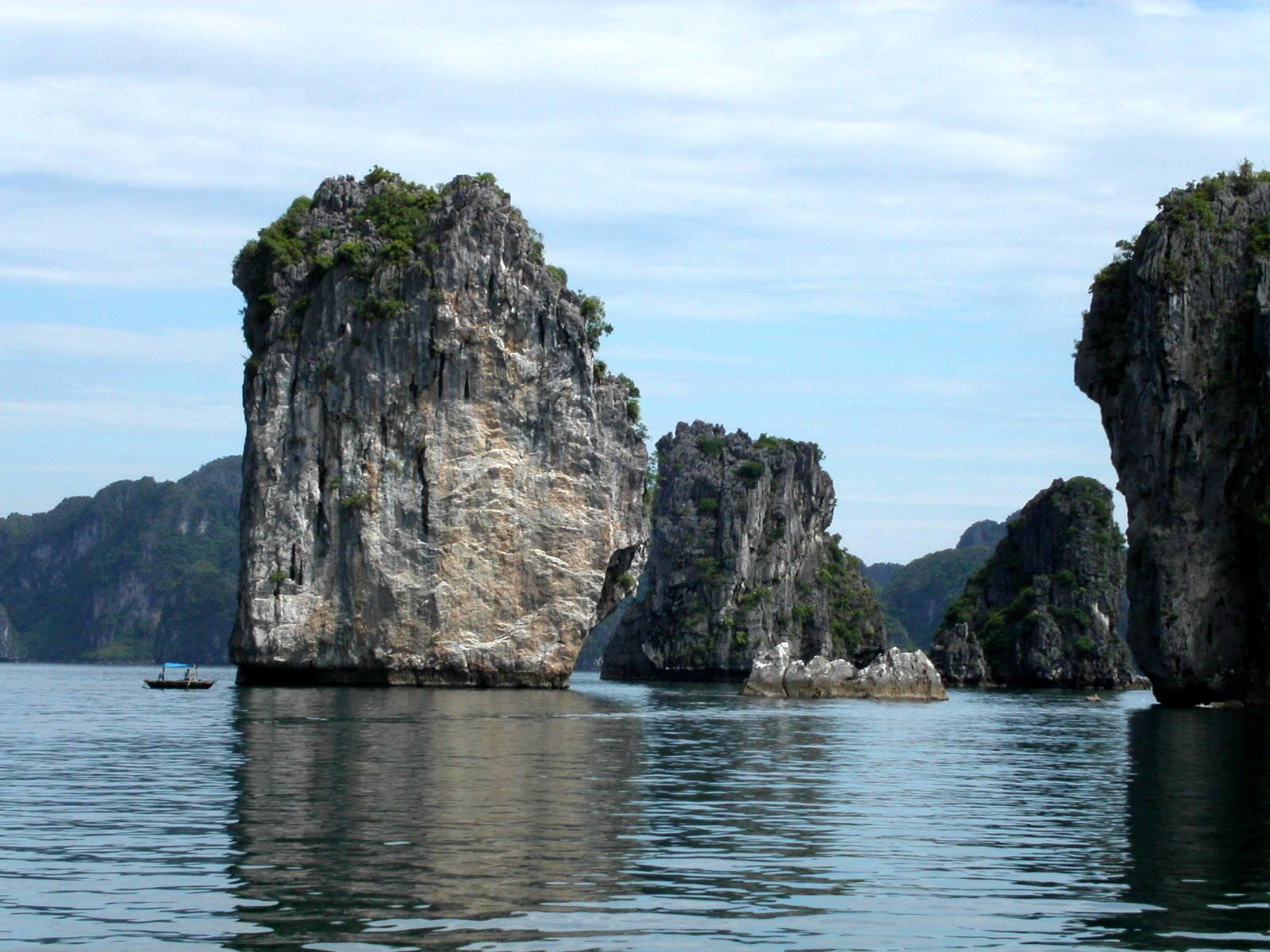
Cảnh quan đá, nước và bầu trời trên vịnh Hạ Long

Hạ tầng đô thị không ngừng được đầu tư nâng cấp ở Hà Nội, Hưng Yên, Hải Dương, Hải Phòng, Bắc Ninh, Vĩnh Phúc và Quảng Ninh. Với hàng loạt thành phố, thị xã được nâng cấp và thành lập mới đã đưa vùng trở thành khu vực đô thị của cả nước. Dự kiến trong những năm tới các tỉnh Hưng Yên, Quảng Ninh, Bắc Ninh, Hải Dương sẽ thành lập một số thành phố, thị xã mới trên cơ sở các huyện, thị xã đã có.

## Phát triển du lịch
Khu vực này tập trung nhiều di tích lịch sử và danh lam thắng cảnh của Việt Nam, với Hà Nội là trung tâm. Các dự án sân golf, khu nghỉ mát chuẩn quốc tế đã và đang được đầu tư xây dựng, đặc biệt là tại khu vực xung quanh di sản thế giới Vịnh Hạ Long.